# Aleurodicus coccolobae
Aleurodicus coccolobae là một loài côn trùng cánh nửa trong họ Aleyrodidae, phân họ Aleurodicinae.
Aleurodicus coccolobae được Quaintance & Baker miêu tả khoa học đầu tiên năm 1913.